# Taifun (foguete)

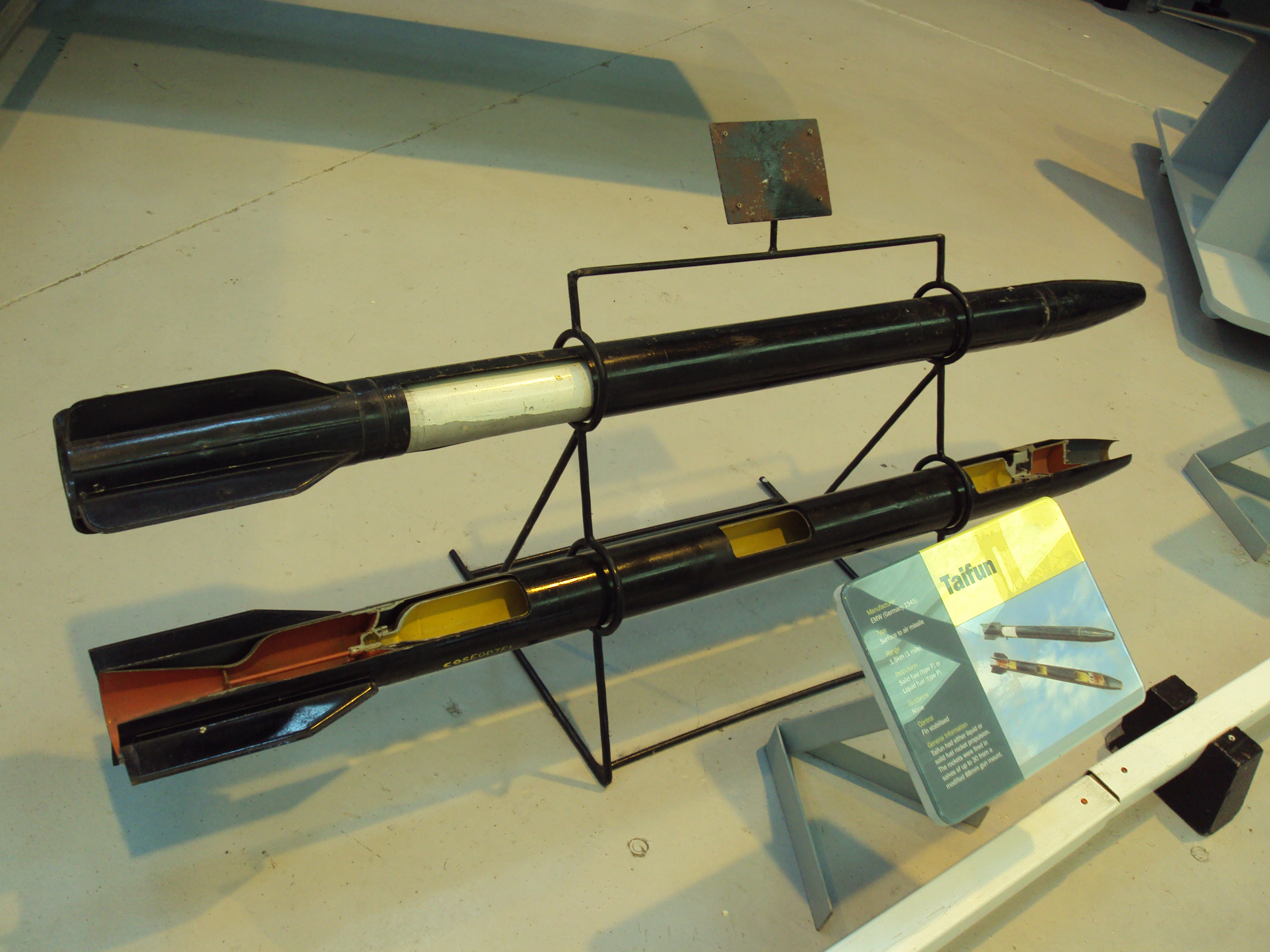
Dois foguetes "Taifun" exibidos no museu RAF Cosford.

Taifun (palavra alemã para "tufão") foi um sistema de foguetes não guiados da Segunda Guerra Mundial.
A ideia era lançar "ondas" desse foguete contra as formações de B-17 Flying Fortress, na esperança de um impacto direto. 
Apesar de não ter entrado em serviço, o seu conceito foi copiado nos Estados Unidos com o foguete Loki, e na União Soviética com o 
R-103.

## História
Este foguete foi desenvolvido e fabricado entre 1942 e 1944 pela Elektromechanische Werke, sob a liderança do engenheiro 
Klaus Heinrich Scheufelen em Peenemünde.
O EMW Taifun, era um míssil de formato cilíndrico de quase 2 metros de altura e com 4 aletas estabilizadoras traseiras, o motor era à combustível líquido, 
disparado de uma plataforma múltipla modificada, com capacidade para 30 mísseis por vez, não existia controle eletrônico. Ele era basicamente armado e 
direcionado pelo operador. A detonação da carga explosiva, ocorria por contato. O EMW Taifun F foi a versão de produção desse míssil, e mais de 600 deles ficaram prontos em 
Janeiro de 1945, no entanto a produção foi interrompida quando a fábrica foi realocada para Mittelwerke em Nordhausen. O Taifun F nunca foi usado

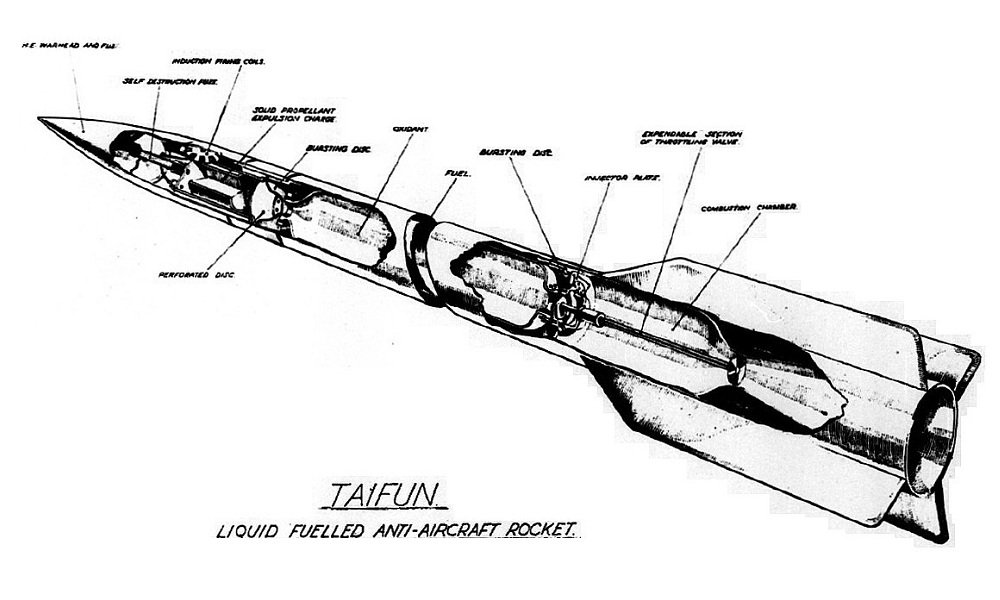
Um esquema original do míssil Taifun.

operacionalmente.

## Características[3]
- Situação: Cancelado em 1945.
- Peso total: 20 kg.
- Carga útil: 1,25 kg de explosivos.
- Altura: 1,93 m.
- Diâmetro: 0.10 m (0.32 ft).
- Envergadura: 0.20 m.
- Empuxo: 7,84 kN.